# Ювілей Данте
Ювілей Данте (азерб. «Dantenin yubileyi») — радянський художній фільм 1978 року, знятий на кіностудії «Азербайджанфільм».

## Сюжет
Фільм розповідає про старого театрального актора Фейзуллу Кабиринського, який грає епізодичні ролі. Хоча він актор не талановитий, але відданий своєму театру. Його колеги постійно жартують з ним, але не дивлячись на це Фейзулла є спокійною, наївною і смішною людиною.

## У ролях
- Гасан Турабов — Фейзулла Кабиринський
- Зарнігяр Агакішиєва — Хадісе
- Вагіф Ібрагімоглу — Ельдар
- Алагьоз Салахова — Севиль
- Октай Миркасумов — Ялчин
- Рафаель Дадашев — Джавад Джаббаров
- Елчин Мамедов — Сіявуш
- Мубаріз Аліханоглу — Меджид
- Гаджи Ісмаїлов — Алікрам
- Земфмра Садикова — Анаханим
- Мамедрза Шейхзаманов — аристократ
- Лейла Шихлинська — Ягут ханум
- Бахтіяр Ханізаде — Айдин
- Ельхан Агахусейноглу — майстер дубляжу
- Дашкин Турабов — дитина, що втекла
- Джаван Зейналли — співачка-мугамистка
- Казим Абдуллаєв — танцівник
- Шамсі Шамсізаде — звукорежисер
- Офелія Санані — майстер дубляжу

## Знімальна група
- Сценарист: Анар
- Режисер: Гюльбеніз Азімзаде
- Другий режисер: Рафік Дадашев
- Оператор: Рафік Камбаров
- Монтажер: Таїра Бабаєва
- Художник-постановник: Рафіз Ісмаїлов
- Художник-гример: Ельбрус Вахідов
- Композитор: Емін Сабітоглу
- Звукооператор: Наталія Нурієва
- Автор тексту пісні: Олександр Блок
- Оркестри: ВА «Мелодія» і Симфонічний оркестр Державного комітету кінематографії
- Редактор: Надія Ісмаїлова
- Директор фільму: Римма Абдуллаєва